# NGC 1703
NGC 1703 ist eine Spiralgalaxie vom Hubble-Typ Sb im Sternbild Dorado am Südsternhimmel. Sie ist schätzungsweise 60 Millionen Lichtjahre von der Milchstraße entfernt.
Das Objekt wurde von dem Astronomen John Herschel am 4. Dezember 1834 mithilfe seines 18,7-Zoll-Spiegelteleskops entdeckt.